# Cantonul Loulay
Cantonul Loulay este un canton din arondismentul Saint-Jean-d'Angély, departamentul Charente-Maritime, regiunea Poitou-Charentes, Franța.

## Comune
| Comune                     | Populație (1999) | Cod poștal | Cod INSEE |
| -------------------------- | ---------------- | ---------- | --------- |
| Bernay-Saint-Martin        | 713              | 17330      | 17043     |
| Coivert                    | 228              | 17330      | 17114     |
| Courant                    | 337              | 17330      | 17124     |
| La Croix-Comtesse          | 167              | 17330      | 17137     |
| Dœuil-sur-le-Mignon        | 325              | 17330      | 17139     |
| La Jarrie-Audouin          | 254              | 17330      | 17195     |
| Loulay                     | 738              | 17330      | 17211     |
| Lozay                      | 163              | 17330      | 17213     |
| Migré                      | 333              | 17330      | 17234     |
| Saint-Félix                | 288              | 17330      | 17327     |
| Saint-Martial              | 119              | 17330      | 17361     |
| Saint-Pierre-de-l'Isle     | 234              | 17330      | 17384     |
| Saint-Séverin-sur-Boutonne | 122              | 17330      | 17401     |
| Vergné                     | 152              | 17330      | 17464     |
| Villeneuve-la-Comtesse     | 690              | 17330      | 17474     |